# Lemniscomys rosalia
Lemniscomys rosalia је врста глодара из породице мишева (Muridae).

## Распрострањење
Ареал врсте Lemniscomys rosalia обухвата већи број држава у Африци. 
Врста је присутна у Анголи, Боцвани, Замбији, Зимбабвеу, Мозамбику, Јужноафричкој Републици, Кенији, Малавију, Намибији, Свазиленду и Танзанији.

## Станиште
Станишта врсте су шуме, саване и травна вегетација. 
Врста је по висини распрострањена до 1.200 метара надморске висине. 

## Начин живота
Врста Lemniscomys rosalia прави гнезда.

## Угроженост
Ова врста није угрожена, и наведена је као последња брига јер има широко распрострањење.